# Euchromia africana
Euchromia africana är en fjärilsart som beskrevs av Butler 1876. Euchromia africana ingår i släktet Euchromia och familjen björnspinnare. Inga underarter finns listade i Catalogue of Life.